# Mercato di Santa Caterina

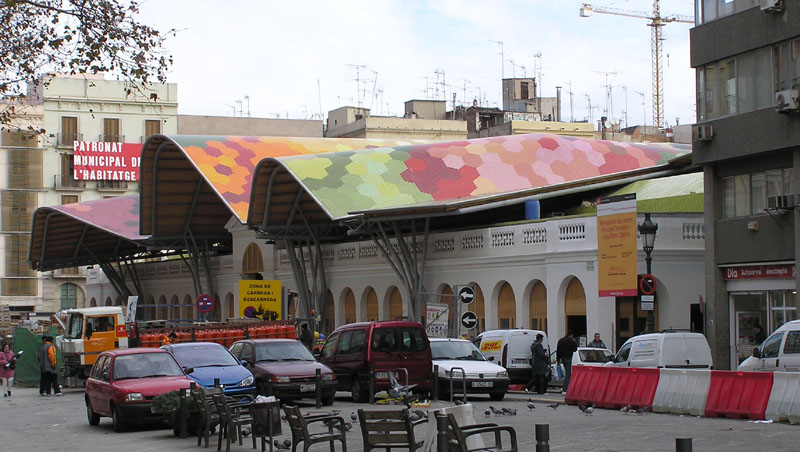
Mercato di Santa Caterina

Il Mercato di Santa Caterina (in spagnolo: Mercado de Santa Catalina e in catalano: Mercat de Santa Caterina) è un mercato che si trova nel quartiere di Sant Pere, Santa Caterina i la Ribera della città di Barcellona. Costruito tra 1844 e 1848 sul luogo di un antico convento, dal quale ha ereditato il nome, è il più antico mercato coperto della città.
Il mercato di Santa Caterina è un unico edificio che occupa un isolato tra il viale Francesc Cambó e le strade di Freixures, in Giralt el Pellisser e Colomines. È molto vicino a Via Laietana e alla Cattedrale.
Il mercato ha subito una profonda riforma tra 1997 e 2004, progettato da Enric Miralles e Benedetta Tagliabue. Uno dei cambiamenti più significativi è stato il nuovo tetto colorato, ispirato al trencadís di Gaudí. Durante il corso dei lavori, sono comparsi vari resti archeologici del vecchio convento, attualmente visibili nel sottosuolo del mercato, come parte del Museo di storia di Barcellona.